# 에드발두 지지디우 네투
에드발두 지지디우 네투(포르투갈어: Edvaldo Jizídio Neto, 1934년 11월 12일 ~ 2002년 1월 16일)는 바바(포르투갈어: Vavá)로 알려진 브라질의 전 축구 선수이다.
바바는 브라질 축구 국가대표팀으로 1958년, 1962년 두 번의 월드컵에 참가하여 모두 우승하였으며, 특히 두 번째 월드컵에서는 대회 득점왕 중 한 명이 되었다.

## 수상

#### 헤시피
- 캄페오나투 페르남부카누 : 1949

#### 바스쿠 다 가마
- 캄페오나투 카리오카 : 1952, 1956, 1958
- 토르네이우 리우-상파울루 : 1958

#### 아틀레티코 마드리드
- 국왕컵 : 1959-60, 1960-61

#### 파우메이라스
- 캄페오나투 파울리스타 : 1963

#### 아메리카
- 리가 MX : 1966

#### 브라질
- FIFA 월드컵 : 1958, 1962

#### 개인
- FIFA 월드컵 득점왕 : 1962
- 브라질 축구 박물관 명예의 전당

| 이전 쥐스트 퐁텐 | 제7대 FIFA 월드컵 최다 득점자 1962년 공동 최다 득점자 가힌샤 레오넬 산체스 드라잔 예르코비치 발렌틴 이바노프 얼베르트 플로리안 | 다음 에우제비우 |